# Hermannsfeste
Die Hermannsfeste (estnisch Hermanni linnus) ist eine mittelalterliche Festung in Narva, Estland. Sie liegt am Ufer des Flusses Narva.
Die Festung wurde gegen Mitte des 13. Jahrhunderts von den Dänen gegründet. 1345 wurde sie von den Dänen mitsamt Narva und Ostestland an den Deutschen Orden verkauft. Nach dessen Auflösung war sie von 1558 bis 1704 in schwedischem, danach in russischem Besitz. Wie der Großteil Narvas wurde sie im Zweiten Weltkrieg fast vollständig zerstört. In der inzwischen restaurierten Festung befindet sich heute ein Museum.
Narva war die östlichste Burg des Deutschen Ordens. Direkt gegenüber, am anderen Ufer des Flusses, liegt die russische Festung Iwangorod.

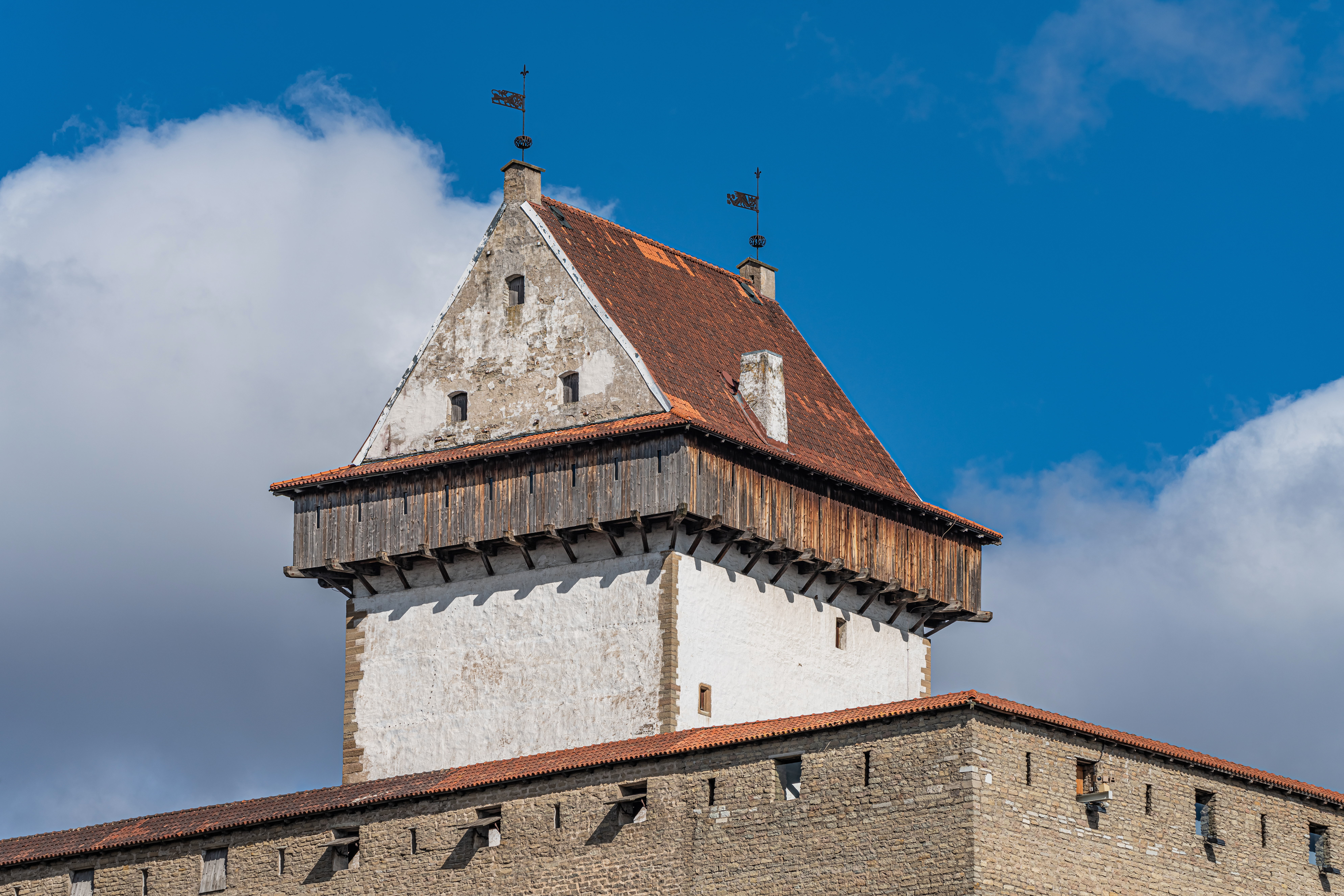
Detail des Turms
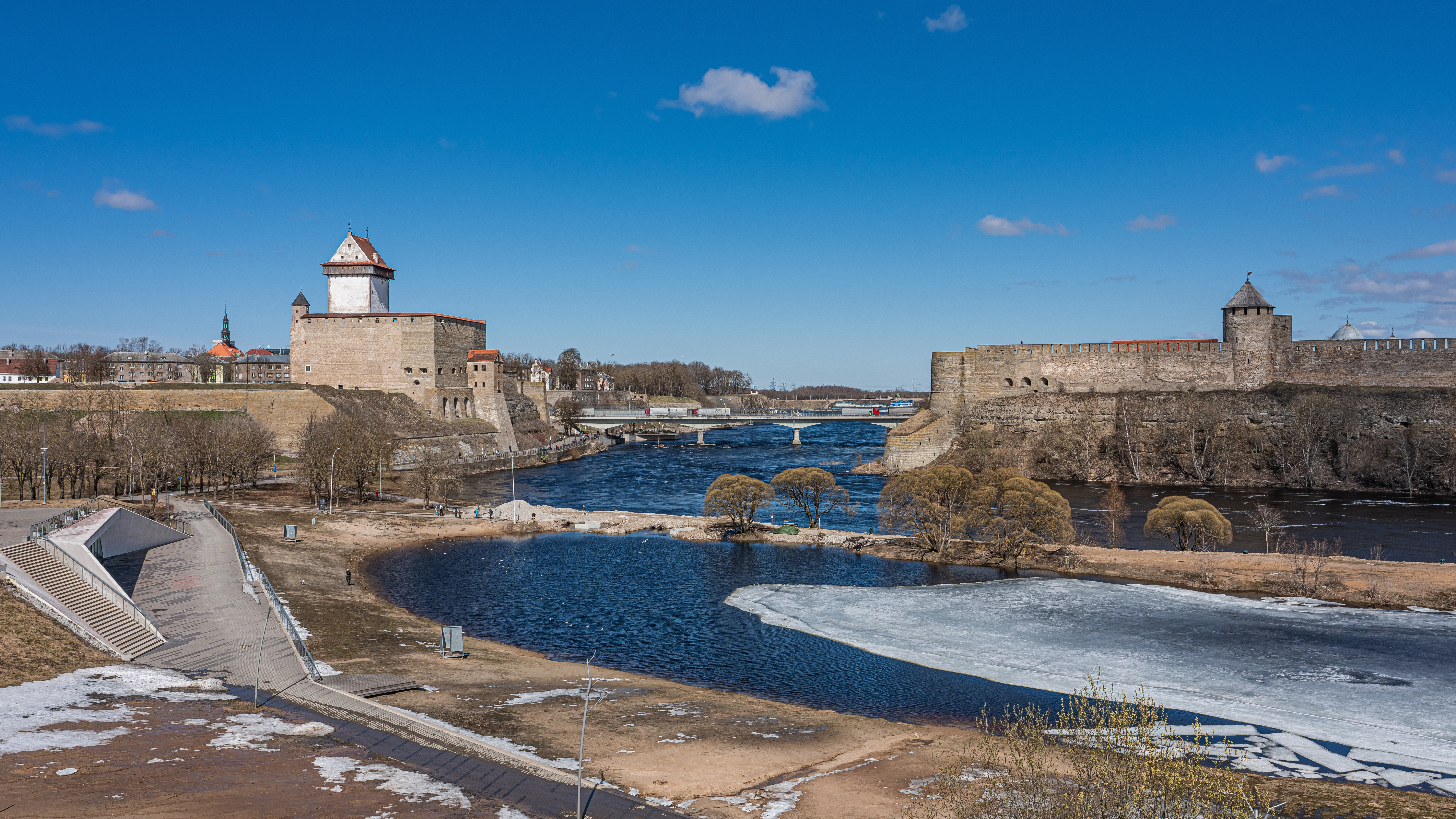
Hermannsfeste, die Brücke nach Russland und die Festung Iwangorod

Seit 1993 stand die ursprünglich 1957 auf dem Peetri-Platz errichtete Narvaer Leninstatue im Hof der Hermannsfeste. Es handelte sich um die letzte Leninstatue im öffentlichen Raum des Baltikums. Im Dezember 2022 wurde diese im Zuge von Umbauarbeiten demontiert und nach Tallinn verbracht.

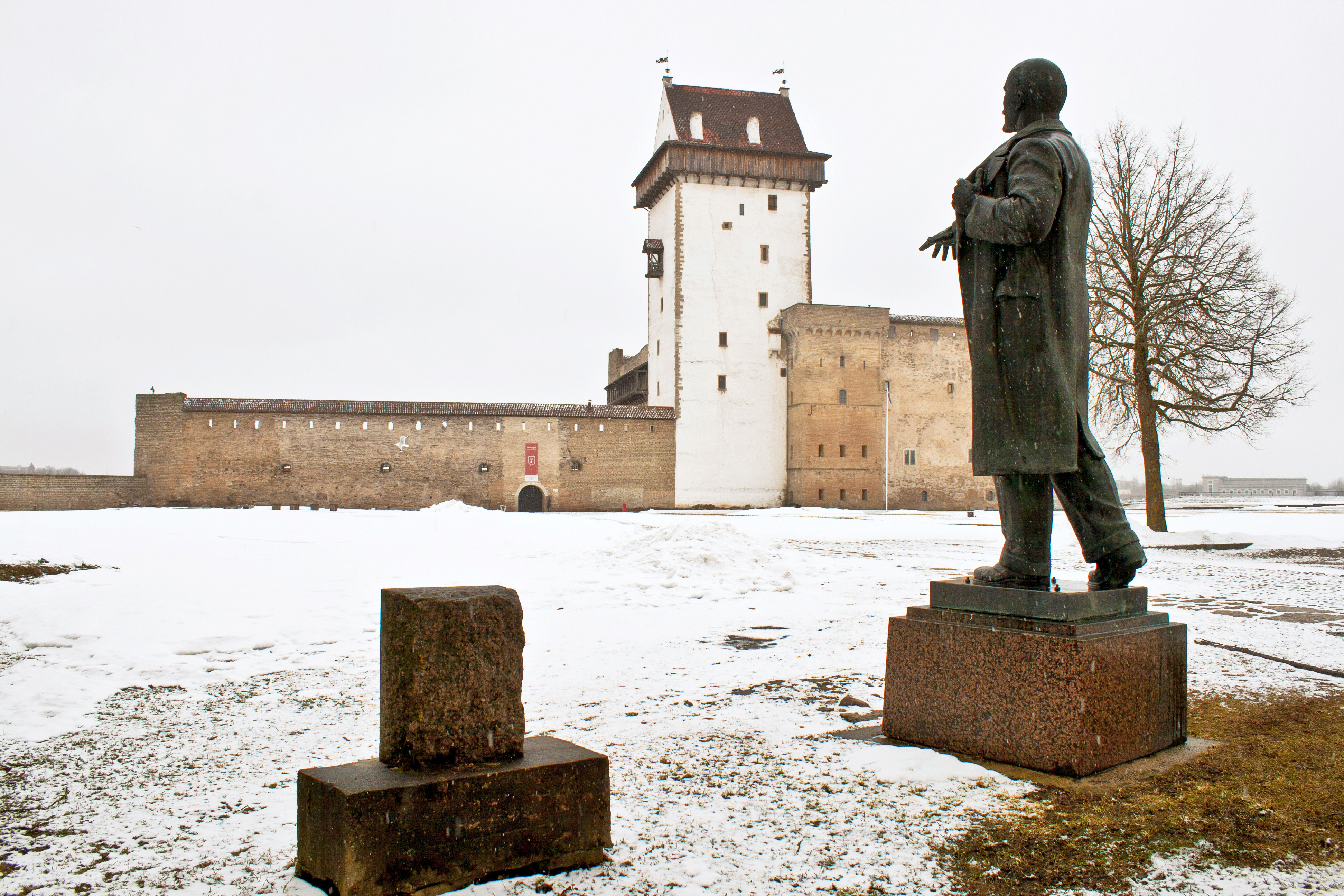
Leninstatue vor der Feste
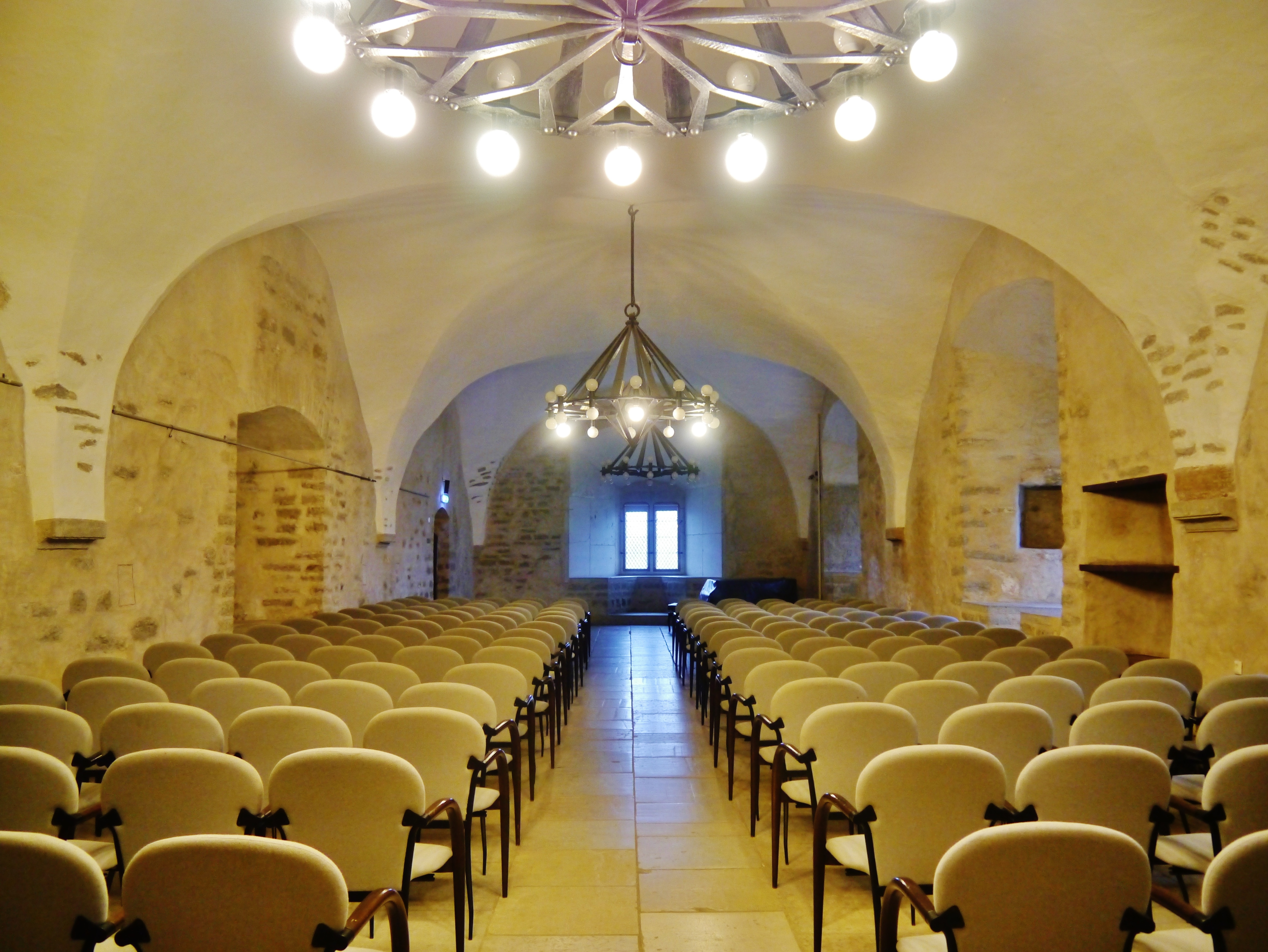
Einer der Innenräume der Feste